# ادموند اچ. بنت
ادموند ایچ بِنِت (Edmund Hatch Bennett)‏ (۶ آوریل ۱۸۲۴–۲ ژانویه ۱۸۹۸)، وکیل، قاضی، اولین شهردار تاونتون در ایالت ماساچوست و رئیس دانشکده حقوق دانشگاه بوستون بود.

## تحصیلات و خانواده
بِنِت در شهر منچستر واقع در ایالت ورمانت متولد شد. پدرش میلو لِیمَن بِنِت و مادرش ابیگیل ایچ نام داشت. میلو بِنِت اهل شهر شارون ایالت کنتیکت بود و در سال ۱۸۱۱ از کالج ییل فارغ‌التحصیل شده بود. او در دانشکده حقوق لیچ‌فیلد تحصیل کرد و سپس برای زندگی به برلینگتون در ورمانت رفت و سرانجام در منچستر ساکن شد. وی به عنوان دادستان ایالتی و همچنین دادگاه امور حسبی خدمت کرد. بِنِت در سال ۱۸۳۸ به سمت قاضی دیوان عالی ایالت ورمانت انتخاب شد و پس از آن در ۱۸۵۹ به عضویت هیئت بازنگری قوانین ایالتی درآمد. کُنراد رنو در یادداشت‌های خود در ارتباط با قضات ناحیه نیوانگلند اینطور می‌نویسد که اصالت آبا و اجدادی خانواده بِنِت به نیو انگلند بازمی‌گردد.
بِنِت در مراکز آموزشی منچستر و برلینگتون درس خواند و سپس برای ادامه تحصیل به دانشگاه ورمانت رفت و در آنجا عضو انجمن لامبدا یوتا شد. او در سال ۱۸۴۳ با مدرک کارشناسی علوم انسانی فارغ‌التحصیل شد. مدتی در یک مدرسه خصوصی در ویرجینیا تدریس کرد ولی در نهایت از این شغل بیرون آمد تا به یک حرفه حقوقی مشغول شود. او کار خود را به عنوان کارمند در دفتر حقوقی پدرش شروع کرد و در ۱۸۴۷ درخواست عضویت او در کانون وکلای ورمانت مورد پذیرش قرار گرفت. در ژوئیه ۱۸۴۸، بِنِت بار دیگر به ماساچوست عزیمت کرد و در آنجا عضو کانون وکلای سافک شد. سپس به عنوان یکی از شرکاء در شرکت ناتانیل مورتُن، هنری ویلیامز، هنری جی. فولر و فرد اس. هال به تاونتون رفت. بِنِت در سال ۱۸۵۳ با سالی کِراکِر، دختر ساموئل لئونارد کراکر که نماینده کنگره بود، ازدواج کرد. یک سال بیشتر از همسرش عمر کرد و در سال ۱۹۱۱ درگذشت. آنها چهار فرزند داشتند؛ کارولین، ادموند نِویل، ساموئل و مری. دو فرزند اول‌شان در دوران نوزادی مردند ولی ساموئل بِنِت بعدها به ریاست دانشکده حقوق دانشگاه بوستون رسید.
در سال ۱۸۷۲ دانشگاه ورمانت درجه دکترای حقوق را به بِنِت اعطا کرد.

## حرفه سیاسی، آکادمیک و قضایی
بِنِت سال‌های طولانی در تاونتون به صورت ثابت به حرفه وکالت و مشاوره حقوقی اشتغال داشت. در ماه مه ۱۸۵۸، در مقام قاضی دادگاه امور حسبی و ورشکستگی منطقهٔ بریستول منصوب شد و تا سال ۱۸۸۳ و اعلام استعفایش این جایگاه را حفظ کرد. در سال ۱۸۶۴ تاونتون به‌طور رسمی به حوزه شهری پیوست و بِنِت به عنوان نخستین شهردار این شهر انتخاب شد و در تاریخ ۲ ژانویه ۱۸۶۵ رسماً کارش را آغاز کرد. بِنِت در سال‌های ۱۸۶۶ و ۱۸۶۷ نیز بار دیگر برای این سمت برگزیده شد. وی تا ۱۹ ژوئن ۱۸۶۷ و زمان کناره‌گیریش از این مسئولیت، عهده‌دار آن بود. در حوزه سیاست، او کارش را با حمایت از حزب ویگ شروع کرد و سپس یکی از پایه‌گذاران حزب جمهوری‌خواه شد.
طی سال‌های ۱۸۷۰–۱۸۷۲ او در دانشکده حقوق دِین در دانشگاه هاروارد به تدریس اشتغال داشت. در پاییز ۱۸۷۲ به‌عنوان نخستین رئیس دانشکده حقوق دانشگاه بوستون انتخاب شد. اما به دلیل وضعیت نامساعد جسمانی، این پیشنهاد را رد کند. با این حال به تدریس حقوق در این دانشگاه ادامه داد و در ۱۸۷۵ ریاست دانشکده حقوق را عهده‌دار شد. او تا زمان مرگش، در سال ۱۸۹۸ در این مسند باقی ماند. بِنِت در بسیاری از حوزه‌های حقوق از جمله قراردادها، قانون اساسی و امور حسبی تدریس می‌کرد. وی در مقام یک متخصص حقوقی، قاضی و استاد دانشگاه کتاب‌هایی نیز در زمینه حقوق کشاورزی، حقوق تجاری، قانون اساسی و بیمه آتش‌سوزی به رشته تحریر درآورد و همچنین اقدام به جمع‌آوری و بررسی چندین مجلد از گزارش‌ها و پرونده‌های حقوقی انگلیس نمود که در رابطه با قاعده عدل و انصاف بودند. به علاوه وی به بازخوانی و ویرایش تعدادی از کتب درسی پرداخت که توسط مقامات پیشین نگاشته شده بود؛ بخشی از این کتاب‌ها عبارت بودند از تعارض قوانین اثر جوزف استوری (۱۸۵۷)، مؤسسه نوشته استوری (۱۸۶۲)، عناوین مالیاتی اثر بلک‌ول (۱۸۶۴) و کتاب اصول قانون عرفی از جان ایندرمور (۱۸۷۶). براساس راهنمای موضوعی جونز در نشریات ادواری حقوقی (۱۸۸۸) نام بِنِت به عنوان نویسنده پنجاه و نُه مقاله در نشریه‌های گوناگون حقوقی از قبیل «مرور قانون هاروارد»، «مرور فصلی قانون» و «ثبت قوانین آمریکا» فهرست شده‌است. همچنین او در بسیاری از مجلات حقوقی ویراستار بوده‌است.
در سال ۱۸۹۱ فرماندار ویلیام راسل، بِنِت را به ریاست هیئت نمایندگی بسط وحدت قوانین در ایالات متحده آمریکا منصوب کرد. در سال ۱۸۹۶، وی از سوی فرماندار راجر وُلکات به عنوان رئیس کمیسیون بازنگری قوانین عمومی گماشته شد.
ادموند بِنِت به تاریخ دوران کهن استعمار علاقه‌مند بود و از اعضای انجمن تاریخی استعمار کهن به‌شمار می‌رفت. در سال ۱۸۸۹ که دویست و پنجاهمین سالگرد تأسیس انجمن بود، او نطق تاریخی آن را قرائت کرد. به منظور گرامی‌داشت و بزرگداشت بِنِت در تاونتون، یک مدرسه دولتی در این شهر به افتخار او نام‌گذاری شده‌است. وی در سال ۱۸۹۲ برای عضویت در آکادمی هنر و علوم آمریکا برگزیده شد.

## باورهای مذهبی
بِنِت در تمام طول عمرش پیرو کلیسای اسقفی بود. در مدت سکونتش در شهر تاونتون ایالت ماساچوست، به عنوان متصدی امور کلیسای اسقفی سنت‌توماس فعالیت داشت. همچنین در سال‌های ۱۸۷۴، ۱۸۷۷، ۱۸۸۰ و ۱۸۸۳ نمایندگی مجمع اسقفی کلیسا را عهده‌دار بود و همچنین از اعضای هیئت امنای این مجمع به‌شمار می‌رفت. او از متولیان دانشکده الهیات اسقفی در کمبریج ایالت ماساچوست بود و از ۱۸۹۵–۱۸۹۸ ریاست آن را بر عهده داشت.
بِنِت در خصوص اعتقادات مذهبی خودش نیز سخنرانی کرده‌است. یکی از سخنرانی‌های او در زمینه دفاعیات مسیحی بود. اثر او در این حوزه، چهار کتاب اول انجیل عهد جدید از منظر یک وکیل نام داشت که پس از مرگش منتشر شد. او در این کتاب به طرح این موضوع می‌پردازد که کتب چهارگانه انجیل عهد جدید، منابع موثقی برای زندگی و آگاهی از آموزه‌های عیسی‌مسیح هستند. او ضمن صحه گذاشتن بر نحوه نگارش سنتی انجیل‌های چهارگانه - متی، لوقا، یوحنا و مرقس، در بررسی روایت آنها از مسیح، اصول استدلال حقوقی را به کار گرفته‌است.
بِنِت بر این باور بود که محتوا و دیدگاه‌های متمایزی که در این چهار انجیل پیرامون مسیح مطرح می‌شود به استقلال رویه هر یک از گردآورندگان این کتاب‌ها اشاره دارد. او هنگام بررسی جزئیات تفاوت‌ها و مغایرت‌های ظاهری که در آثار موازی ذکر شده بود، اصول قضایی و ادبیات مشترک همگام‌سازی را مدنظر داشت. او به شدت معتقد بود که کتاب‌های انجیل نه تنها اسناد ساختگی نیستند بلکه حتی می‌توان به عنوان منابع دست اول به آنها استناد کرد.
در اواخر قرن بیستم کتاب بِنِت در پیش‌شماره نشریه دانشکده حقوق سیمون گرین‌لیف (۱۹۸۱–۸۲) تجدید چاپ شد. راس کلی‌فورد در کتابش با عنوان پرونده وکلای پیشگام برای رستاخیز (۱۹۹۶) به تحسین از اثر او پرداخت. در حال حاضر کتاب دفاعیات بِنِت در زمرهٔ مکتب فکری قضایی یا حقوقی دفاعیات مسیحیت دسته‌بندی می‌شود.